# JBS (entreprise)
Pour les articles homonymes, voir JBS.
JBS S.A. est la principale multinationale brésilienne de l'industrie agroalimentaire, basée à São Paulo, mais fondée en 1953 à Anápolis, dans l'État de Goiás. En 2010, elle produisait environ un quart du marché mondial de viande et abats de bœuf et divers produits à base de viande (bœuf, poulet et porc principalement, frais ou réfrigérés). Ses usines, notamment situées au Brésil, en Argentine, aux États-Unis et en Australie, exportent vers près de 110 pays.  
Aujourd’hui, la firme est en mesure d’abattre 75 000 bovins, 14 millions de volailles et 115 000 porcs par jour. Elle possède plus de 10 unités d’engraissement au Brésil,d’une capacité de 2 millions de bovins.  

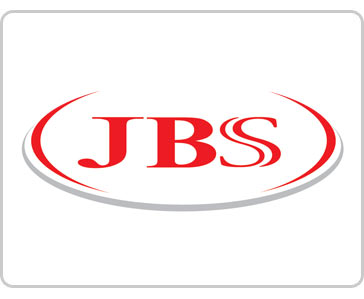
Ancien logo.

## Historique
JBS s'est imposé comme l'un des leaders mondiaux du secteur des viandes via l'acquisition de plusieurs magasins et entreprises de l'agroalimentaire au Brésil et dans le monde, avec notamment le rachat aux États-Unis en 2007 de Swift & Company (1,4 milliard de dollars). Cette dernière était le troisième producteur de viande porcine aux États-Unis.  JBS est ainsi devenu fin 2007 le troisième producteur et transformateur de porcs aux États-Unis, en élargissant son portefeuille des droits à travers le monde de la marque Swift.
L'année (2008), JBS acquiert Smithfield Foods, dans le segment de la viande bovine. L'entreprise a alors été rebaptisée JBS Packerland. 
Le 16 septembre 2009, JBS acquiert l'activité d'exploitation alimentaire de Grupo Bertin, l'un des trois leaders du marché brésilien, consolidant sa position de plus grand producteur de viande bovine dans le monde. Les banques JP Morgan Chase et Santander Brasil ont participé à la transaction. Le même jour, il a été annoncé que la compagnie avait acquis 64 % de Pilgrim's Pride pour une offre de 2,8 milliards de dollars, renforçant la position de JBS dans la distribution de volailles. Cette participation est depuis passée à 67,2 %. La même année, la tentative de racheter National Beef, basée à Kansas City (Missouri), fut bloquée par les autorités américaines pour des raisons de concurrence. Cette même année, Greenpeace publie un rapport Slaughtering the Amazon (Le massacre de l’Amazonie) montrant que le moteur de la déforestation mondiale est l'élevage, pointant du doigt JBS et d'autres grands 
transformateurs de viande (dont l’un venant d'être racheté par JBS) sont, de loin, les principaux responsables de la déforestation en Amazonie. JBS s'engage alors une première fois (en 2009) à renoncer au bétail élevé sur des terres récemment défrichées (promesse renouvelée en 2020, mais le groupe reviendra ensuite plusieurs fois sur cette décision.
En novembre 2014, JBS acquiert Primo Foods, l'entreprise leader spécialisée dans la production de bacon, jambons, saucissons et autres plats cuisinés en Australie et en Nouvelle-Zélande pour 1,25 milliard de dollars.
En juin 2015, JBS acquiert Moy Park, filiale britannique spécialisée dans l'aviculture du groupe Marfrig Global Foods, pour 1,2 milliard de dollars et une reprise de dette de 200 millions de dollars. En juillet 2015, JBS fait une offre d'acquisition de 1,85 milliard de dollars  sur les activités américaines d'élevage porcin de Cargill.
En septembre 2017, Pilgrim's Pride annonce l'acquisition de Moy Park, pour environ 1 milliard de dollars à JBS, qui elle-même détient toujours une participation majoritaire dans Pilgrim's Pride, malgré la menace de millions de dollars d'amende, et une audience du Sénat américain qui interroge les dirigeants de JBS quant aux liens de leur chaîne d'approvisionnement avec la déforestation.
En 2020, JBS refuse de publier la part de sa viande bovine mise sur le marché et provenant de fournisseurs indirects ; Greenpeace met à jour son rapport de 2009  How JBS is still Slaughtering the Amazon après une enquête montrant que  « malgré ses déclarations publiques d’ouverture — et son engagement pris il y a dix ans dans le cadre de l’accord G4 sur le bétail — JBS régresse en ce qui concerne la transparence de sa chaîne d’approvisionnement en bétail ». Nordea Asset Management (groupe d’investissement du plus grand groupe de services financiers d’Europe du Nord) retire  JBS de son portefeuille (en juillet) et un groupe de pays européens, dans le cadre du Partenariat pour les déclarations d’Amsterdam, exhorte le Brésil à agir pour sauver l'Amazonie, mais JBS exclue de sa zone verte les zones humides du Pantanal ou les régions du Cerrado, où les incendies étaient alors très actifs. 
En réponse, lors du lancement de la plateforme verte de JBS, annoncée comme reposant sur la technologie Blockchain, son PDG-Monde, Gilberto Tomazoni, revendique d'être « un agent de transformation pour la société, d’être un catalyseur. Construire ensemble avec tous un monde meilleur, une Amazonie plus durable et un Brésil meilleur ». Il annonce aussi que JBS « investira un minimum de 35 millions de livres sterling et égalera les autres dons pour un total de 71 millions de livres sterling pour créer un fonds pour l’Amazonie afin de favoriser le développement durable dans les communautés de la région ». 

Après avoir annoncé en février 2020, l'acquisition de 5 unités de productions d' Empire Packing Company pour 238 millions de dollars, JBS annonce, en décembre, l'acquisition des activités de margarines et de mayonnaises au Brésil de Bunge, comprenant plusieurs usines et les marques Delícia,  Primor et Gradina, pour 131 millions de dollars.
En avril 2021, après avoir déjà lancé une diversification dans le végétal (en créant la marque Incrivel au Brésil, et en rachetant Ozo aux États-Unis), JBS annonce acheter le groupe néerlandais Vivera qui possède 3 usines de production de protéines végétales en visant notamment le marché des aliments végan et végétaux en Europe. 
« Nous serons 10 milliards d'habitants sur Terre en 2050, or nous savons qu'il sera impossible de produire la quantité de viande suffisante pour répondre à de tels besoins. Les végétaux combleront ce manque » explique le groupe. En juin 2021, JBS annonce aussi acheter (135 M$ australiens) Rivalea, entreprise australienne spécialisée dans l'abattage de porcs, pour 135 millions de dollars américains, et cette même année, JBS s'introduit aussi dans le secteur aquacole, au Brésil et bientôt en Australie.
Le groupe, endetté à la suite du scandale de 2017, vend ses actifs en Argentine, en Uruguay et au Paraguay (une dizaine d'abattoirs), et il doit éjecter de son Conseil d'administration les frères Batista (Joesley et Wesley) membres de la famille fondatrice de JBS, qui tous deux seront emprisonnés.
En 2024, après avoir purgé leurs peines de prison, les deux frères sont réintégrés au conseil d'administration de JBS, à la suite d'un vote des actionnaires fait en avril 2024 en fonction du poids en action des votants. Lors de ce vote, chaque frère Batista a reçu l'accord d'actionnaires détenant environ 1,24 milliard d'actions, alors les détenteurs de près de 247 millions d'actions refusaient cette nomination et que près de 465 000 s'étaient abstenus. La holding J&F Investimentos, détenue par les frères Batista, détient une participation majoritaire dans JBS (1,08 milliard d'actions), commente le journal Agriculture Dtrive.

## Activité
JBS est le leader mondial en termes de capacité d'abattage et continue de se concentrer sur les opérations de production, de transformation et d'exportation, au niveau national et international. En 2020, ce sont 100 000 porcs, 14 millions de poulets et 80 000 bœufs qui sont abattus quotidiennement. Mondialement, c'est donc le premier producteur de viande et la seconde entreprise d'agro-alimentaire derrière Nestlé.
JBS est présente sur les cinq continents, surtout en Amérique Latine (Brésil, Mexique, Chili, Argentine, Paraguay, Uruguay), mais aussi en Europe (Angleterre, Russie, Italie) aux États-Unis ou encore en Chine. Les États-Unis sont d'ailleurs le premier pays du groupe en termes d'employés, avec plus de 54 000 employés (contre près de 45 000 au Brésil).
En 2024, JBS USA (basé à Greeley, Colorado) détient 73 usines de production, 59 usines d'aliments préparés, six parcs d'engraissement, six exploitations de porcs vivants et huit terminaux de transport dans 29 États américains, au Canada, à Porto Rico, au Mexique, en Europe, au Royaume-Uni, en Australie et en Nouvelle-Zélande. 
Avec plus de  109 500 salariés, il peut chaque semaine transformer en aliments environ 200 000 bovins, 500 000 porcs, 45 millions de poulets et 80 000 petits animaux (agneaux, moutons, chèvres et veaux de boucherie), qui sont consommés dans le pays ou au Mexique, au Canada, dans l'Europe, au Moyen-Orient, en Afrique et en Asie, entre autres.

## Scandale de corruption, empreinte carbone et écocide
Ce groupe industriel a un bilan critiqué en matière d'honnêteté, de climat et de droits de l'homme et a été régulièrement épinglé pour des affaires d'ententes sur les prix. 

### Corruption
Au printemps 2017, lors d'une enquête sur des soupçons de favoritisme de la part d'une banque et de corruption, plusieurs dirigeants, dont le PDG Wesley Batista et son frère le président Joesley Batista, sont interrogés par la police fédérale brésilienne. Le tribunal interdit aux frères Batista de restructurer l'entreprise durant l'enquête.
La justice démontre ensuite que la multinationale a versé des pots-de-vin entre 2010 et 2017 au vice-président (2010-2016) puis président du Brésil (2016-2018) Michel Temer, impliqué dans de nombreux scandales de corruption. 
JBS aurait également cherché à acheter l'un des juges de la Cour suprême chargé d'affaires la concernant. 
Dans un communiqué aux actionnaires, JBS annonce que « sept cadres de l’entreprise et de son entité de contrôle, J&F Investimentos, ont conclu un accord de négociation de plaidoyer avec le bureau du procureur fédéral, 
ratifié par la Cour suprême ».
Les frères Batista avouent finalement leurs fautes, ce qui fait aussi tomber le gouvernement de Michel Temer, impliqué dans ces affaires de pots-de-vin, et quelque 1 800 membres de la classe politique brésilienne ayant bénéficié de ces pots-de-vin… « JBS finançait presque toutes les campagnes politiques et s'octroyait ainsi un accès illimité aux crédits de la banque publique brésilienne vouée au développement des entreprises, la BNDES. De quoi bâtir un empire international alors que de multiples PME du Brésil étaient privées de telles ressources ».
L'entreprise aurait investi au total près de 350 millions de dollars en onze ans (2006-2017) pour acheter des hommes politiques, et elle aurait obtenu, frauduleusement, des prêts de la banque brésilienne de développement (BNDES) ; la police a estimé que les avantages financiers qu'elle a ainsi acquis ont causé une perte d'environ 385 millions de dollars de fonds publics; cet épisode, ainsi qu'une autre enquête pour corruption ayant abouti à l'avalisation par les autorités sanitaires de lots de viande avariée.

### Investissements climaticides
Selon BankTrack, organisation internationale qui traque les investissements bancaires néfastes pour l'environnement et les droits de l'homme, ce scandale de corruption s'est conclu par une amende record (3,2 milliards de dollars) et a empêché JBS d'entrer en bourse aux États-Unis en 2017. Divers ONG ont alerté les investisseurs, dont de Wall Street, en leur recommandant d'éviter JBS qui est selon eux l'entreprise de viande et de produits laitiers la plus émettrice de gaz à effet de serre au monde, avec une empreinte carbone dépassant celle d'un pays tel que l'Espagne. 
Après avoir plusieurs fois publié des bilans incomplet, considérés comme non crédibles et relevant du Greenwashing selon plusieurs ONG, en 2022, le groupe est accusé d'avoir augmenté de 51% ses émissions de CO2 en 5 ans, en contradiction avec la cible du zéro émissions nette de carbone en 2040.

### Contribution à la déforestation, et à la destruction d'espaces protégés
JBS est aussi accusée d'être écocidaire et d'utiliser le greenwashing dans certaines de ses publications (sur la soutenabilité de son développement notamment). En 2023, l'État brésilien de Rondonia a poursuivi l'entreprise, dans le cadre de trois procès, sur la base de preuves d'achat de bétail élevés dans des pâturages créés dans la réserve extractive de Jaci Paraná, une aire naturelle protégée (forêt) d'Amazonie, en dépit du statut de protection officielle de ce territoire. Dans les années 1990, la Banque mondiale a soutenu financièrement la création d'une réserve naturelle forestière en compensation du fait qu'elle avait aidé, des années plus tôt, à financer l'autoroute BR-364 qui a permis l'arrivée de milliers de colons du sud du Brésil, dont des accapareurs de terres, des bûcherons, des éleveurs, au détriment de la forêt amazonienne. En 2023, 216 000 bovins étaient engraissés dans des herbages créés à la place de la forêt protégée. Selon un étude récente, divers fournisseurs de JBS ont causé la déforestation de 1,5 million d'hectares de forêts tropicales en 15 ans (une surface comparable à celle de l'Irlande du Nord ou du Timor Oriental). La Chine (1e importateur de la viande brésilienne) mais aussi les États-Unis, la Russie, l'Espagne et d'autres pays (selon les données de Panjiva, une société qui exploite les registres des douanes pour produire des statistiques sur le commerce international) sont ainsi responsables de déforestation importée. En 2021, le groupe a annoncé un objectif zéro déforestation dans sa chaîne d'approvisionnement mondiale, mais seulement en 2035, c'est-à-dire 12 ans plus tard.

### Mauvais traitements
En 2024, dans le Colorado, un syndicat américain (United Food and Commercial Workers Local 7), a récemment porté plainte, pour trafic d'êtres humains, contre JBS-USA, en raison du fait que l'une des usines de conditionnement et transformation de viande de l'entreprise (à Greeley) aurait utilisé des travailleurs immigrants francophones principalement (réfugiés haïtiens et travailleurs béninois, légalement entrés sur le territoire). Ces employés étaient soumis à des conditions de vie dégradantes et insalubres ('sordides', selon le syndicat qui cite le cas de 40 à 50 travailleurs logés dans une maison de 5 chambres et deux salles de bains à Greeley, chacun devant payer 60 $ à 120 $ de loyer par semaine, outre des frais d'embauche et transport injustifiables ; et des cas similaires sont évoqués à Evans, dans le Colorado, ainsi que pour un motel à Greeley, apparemment payé par JBS). JBS a annoncé avoir pris des mesures pour remédier à la situation, en embauchant de nouveaux responsables de la gestion des ressources humaines et dit coopérer avec les autorités locales. 
Cette même usine avait déjà négocié avec la justice (en 2021) une amende de $5.5 millions pour clore un procès pour discrimination raciale et religieuse (intenté par la Commission américaine pour l'égalité des chances en matière d'emploi).

## Cyberattaque et ransomware
JBS, a dit en 2021 avoir payé une rançon de 11 millions de dollars en bitcoins, à des hackers qui ont piraté son système informatique en mai 2021. Des pirates russes en lien avec le Service russe de renseignement extérieur (SVR) pourraient être à l'origine de cette attaque ; le Département de la Justice américain a ensuite pu récupérer 2,3 millions de dollars de cette rançon en retraçant les paiements et leurs multiples transferts anonymes,,…